# 데스 마스크

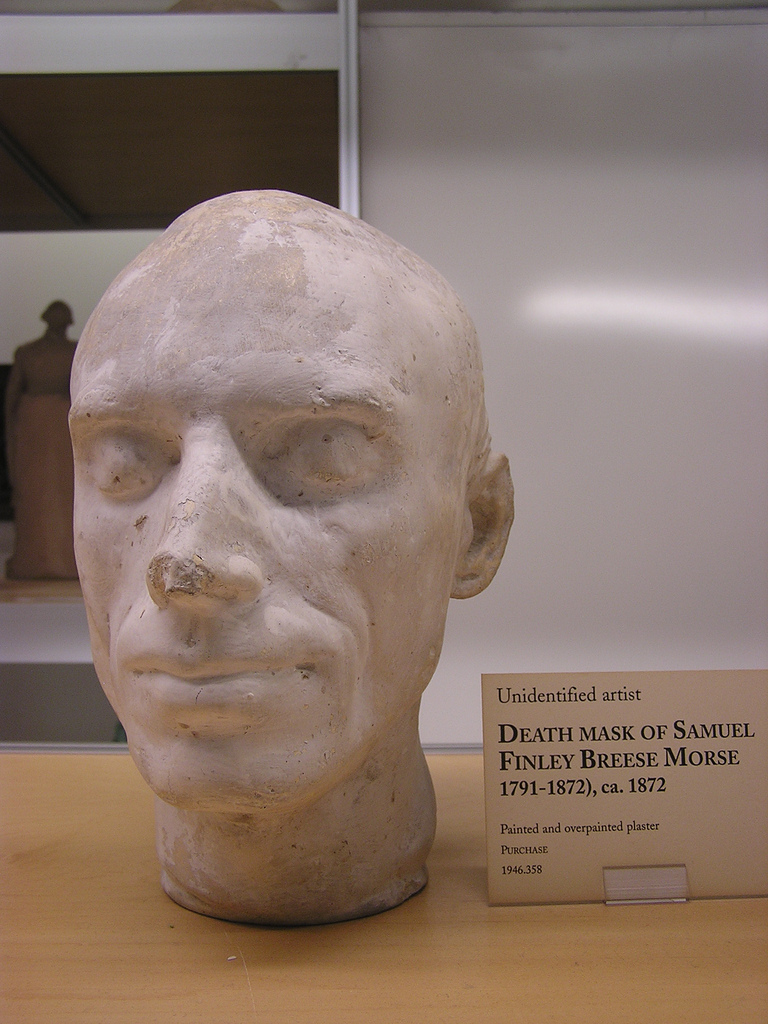
새뮤얼 F.B. 모스의 데스 마스크

데스 마스크(death mask)는 사람이 죽은 직후에 밀랍이나 석고로 그 얼굴을 본떠서 만든 안면상이다. 데스 마스크는 죽은 사람의 생전 모습을 남기거나 초상화를 만들기 위해 쓰인다.
살아있는 사람을 대상으로 하는 경우에는 라이프 마스크(life mask)라고 부른다. 골상학 지지자들은 의사 과학의 목적으로 데스 마스크와 라이프 마스크를 함께 사용하기도 한다.

## 같이 보기
- 초상
- 조각